# Luis García Holgado
Luis García Holgado (La Fregeneda, Salamanca, 8 de febrero de 1897 - Hervás, Cáceres, 21 de septiembre de 1936) fue un político español, miembro del Partido Socialista Obrero Español y de la Unión General de Trabajadores, anticlerical y masón, concejal por el Partido Socialista Obrero Español en el municipio de Astorga durante la Segunda República.
En 1936, al tiempo del golpe de Estado que dio lugar a la guerra civil española, era teniente de alcalde de Hervás pero se encontraba en Madrid, si bien su verdadera profesión era la de Jefe de negociado de tercera clase del Cuerpo de Correos. A pesar de que la zona de Hervás estaba en manos sublevadas, se dirigió en tren de Madrid a Cáceres, donde fue detenido y encarcelado en Hervás.
En septiembre de ese mismo año fue sacado de la cárcel de Hervás por un grupo de falangistas, llevado a una cuneta y ejecutado mediante varios disparos. Tras morir, el cuerpo fue sometido a distintas vejaciones por sus ejecutores, como pasar un carro por encima varias veces. Antes de robarle sus pertenencias, los falangistas lo exhibieron ante un grupo de escolares de la localidad, dejándolo abandonado frente a las puertas del cementerio.